# Harmonike Lubas & Sohn
Harmonike Lubas & Sin je bilo podjetje, ki je izdelovalo diatonične, kromatične in pa klavirske harmonike.

## Ustanovitev
Franc Lubas je že leta 1888 v Dravogradu odprl podjetje za izdelavo harmonik in se, zahvaljujoč svoji glasbeni izobrazbi, kmalu uveljavil. Pozneje je svojo dejavnost prenesel v Slovenj Gradec, po prvi svetovni vojni pa v Celovec, kjer je ustanovil tovarno za izdelavo harmonik; Harmonika-und Accordeon-Fabrik Fr.Lubas&Sohn.
V Dravogradu in pozneje v Slovenj Gradcu je Lubas izdeloval tako diatonične kot kromatične harmonike, od preprostih do zahtevnih, dvovrstne, trivrstne z dodatnim gumbom na zgornjo vrstico, štiri- in tudi petvrstne, običajno z dvojno uglasitvijo. Med diatoničnimi harmonikami so vsaj tri, ki jih je poimenoval »specialni kranjski model«.
V Celovcu pa je izdeloval tudi klavirske harmonike znamke Stradella-Piano. Izdeloval je tudi kovčke za harmonike, opravljal servis tako svojih kot tujih izdelovalcev, jih uglaševal in tudi poučeval igranje na harmoniko. Franc Lubas je umrl pri padcu po stopnicah leta 1933. Delo je prevzel njegov sin Franc Lubas II.

## Med in po drugi svetovni vojni
Med drugo svetovno vojno harmonike niso šle toliko v prodajo, zato je tovarna začela izdelovati tudi pohištvo in druge predmete iz lesa, verjetno za potrebo nemške vojske.
Franc Lubas II je bil med vojno v nacistični stranki in je imel po pričevanjih, zelo velik vpliv, bilo naj bi rečeno celo, da je bil strankin predsednik. Sicer se je s harmonikami ukvarjal kot s sekundarnim poslom, zato ker je v večini delal mizarska dela. Delo svojega očeta bi lahko Lubas celo prerasel, če ga ne bi potem leta 1945 zaradi političnih razlogov ubili slovenski partizani.
V letih 1946/47 in 1952/53 je podjetje temeljito obnovilo strojni park. Do takrat pa je podjetje že prevzel Rudolf Novak, ki izdeluje harmonike v Celovcu še danes.

## Konec podjetja
Podjetje je prenehalo delovati okoli 1960. let, pri Lubasu pa se je izučilo več delavcev, med njimi tudi poznejši izdelovalec harmonik, Anton Mervar.

## Lubasovi vajenci
Lubas je v svojem času izučil mnogo vajencev, ki so pozneje nadaljevali z izdelavo svojih harmonik. Med nekaj bolj znanimi vajenci so bili: Železnik in pa Fleiß. Lubasove harmonike so imele na svojih ploščicah zmaja in napisana imena štirih mest, tam kjer so bile Lubasove proizvodnje; Slovenj Gradec, Dravograd, Celovec in pa Ljubljana.